# カタクラユキ
カタクラ ユキ（9月25日 - ）は、日本の漫画家。主に4コマ漫画を執筆している。

## 概要
2001年、竹書房の『まんがくらぶオリジナル』にて開催されていた読者投票にて勝ち抜き者を選ぶコーナーであった「わくわく新人4コマフェスティバル」の第1回開催分に片倉ゆき名義で「科学部部長・西園寺綾」にて勝ち抜き3ヶ月間ゲスト掲載されたのが商業誌デビュー作となった。以降芳文社、双葉社などの4コマ誌にて作品を発表している。また、イーストプレスが過去に発行していたペット関連漫画誌『ハムスペ』およびその後継誌『あにスペ』などでも雑誌が休刊となるまで作品を発表していた。
「ブックブックSHOW」、「迷探偵 まりえ様の事件簿」「ちゃお♥まるぷーる」など累計すると単行本相当ページもしくはそれに近い期間連載された作品や、ゲストとして掲載された作品もあるが現状単行本については発行されていない。
2010年現在は、主に同人活動を中心とした執筆活動をしている。

## 主な作品リスト
- 科学部長・西園寺綾（まんがくらぶオリジナル、竹書房）
- ブックブックSHOW（まんがタイムジャンボ・まんがタイムファミリー、芳文社）
- ひばりさんの社長ライフ（まんがタウン、双葉社）
- 迷探偵 まりえ様の事件簿（まんがタイムポップ→まんがタイムジャンボ、芳文社）
- ちゃお♥まるぷーる（まんがタイムナチュラル・まんがタイムスペシャル他、芳文社）
- デイリースイーツ（まんがタイムラブリー、芳文社）
- ふぁみコン!（まんがタイムスペシャル、芳文社）
- まごまごBOOKS（まんがタイムジャンボ・まんがタイムラブリー、芳文社）
- しましまおーじ（ハムスペ→あにスペ、イーストプレス）